# Širasko doba
Širasko doba se odnosi na mitsko podrijetlo i povijest Jugoistočne Afrike, osobito Tanzanije između 13. i 15. stoljeća. Brojni Swahilijci u središnjoj obalnoj regiji tvrde da su im gradove osnovali Perzijanci iz regije Širaza u 13. stoljeću. Neko se vrijeme to držalo za činjenicu. Dugotrajne trgovinske sveze s Perzijskim zaljevom davale su snagu ovim mitovima. No suvremena znanstvena istraživanja porekla su, barem dijelom tezu o potpunom širaskom podrijetlu svahilijskih gradova, i ponudili tezu o društvenim čimbenicim koji su inducirali na tvrdnje o ovom identitetu.